# نفق فقري
النفق الفقري أو القناة الفقرية أو القناة الشوكية  أو النفق النخاعي (بالإنجليزية: Spinal canal)‏ هو فراغ داخل العمود الفقري يحتوي على النخاع الشوكي ويظهر على شكل حلقة دائرية في الفقرات.